# The Fighting Cheat
Pour plus de détails, voir Fiche technique et Distribution.
The Fighting Cheat est un film américain réalisé par Richard Thorpe, sorti en 1926.

## Synopsis
Lafe Wells, un hors-la-loi, est blessé et a été laissé pour mort par la bande à laquelle il appartient. Wally Kenyon le trouve et Lafe, se croyant près de mourir, lui demande d'apporter de l'argent à sa mère. Wally accepte et rencontre alors Ruth, la sœur de Lafe. Plus tard, Wally et Ruth se retrouvent pris en embuscade par des bandits, Lafe, qui s'est rétabli entretemps, amène les hommes du shérif à leur secours. Wally et Ruth se marient.

## Fiche technique
- Titre original : The Fighting Cheat
- Réalisation : Richard Thorpe
- Scénario : Betty Burbridge
- Société de production : Action Pictures
- Société de distribution : Weiss Brothers Artclass Pictures
- Pays de production :  États-Unis
- Langue originale : anglais
- Format : noir et blanc — 35 mm — 1,37:1 — Film muet
- Genre : Western
- Durée : 5 bobines - 1 410 m
- Date de sortie :
  - États-Unis : 11 février 1926

## Distribution
- Wally Wales : Wally Kenyon
- Jean Arthur : Ruth Wells
- Ted Rackerby : Lafe Wells
- Fanny Midgley : Mme Wells, la mère de Lafe et Ruth
- Slim Whitaker : Jud Nolan
- V. L. Barnes : le	docteur
- Al Taylor : le cuisinier